# Ruanderoma sankarani
Ruanderoma sankarani är en stekelart som beskrevs av John S. Noyes och Hayat 1984. Ruanderoma sankarani ingår i släktet Ruanderoma och familjen sköldlussteklar. Inga underarter finns listade i Catalogue of Life.